# Литвиненко Леонід Миколайович
Литвиненко Леонід Миколайович (7 травня 1938, Харків — 27 лютого 2023, Генуя, Італія) — український вчений-радіофізик та радіоастроном. Директор Радіоастрономічного інституту НАН України (1985—2017); професор Харківського університету.
Заслужений діяч науки і техніки України (1997), лауреат Державної премії УССР у галузі науки і техніки (1987), академік Національної академії наук України (1992).

## Біографія
1959 закінчив Харківський державний університет імені О. М. Горького за фахом радіофізика та електроніка.
1959—1966 роках працював у Конструкторському бюро «Електроприлад» Харкова. 1965 закінчив аспірантуру й захистив кандидатську дисертацію «Дифракція електромагнітних хвиль на багатоелементних решітках». Спеціальність: 01.042 «Радіофізика, включаючи квантову радіофізику».
1966—1969 — викладач в Харківському інституті радіоелектроніки.
Із 1969 завідує відділом обчислювальної математики Інституту радіофізики і електроніки АН УРСР, з 1973 — заступник директора з наукової роботи цього ж інституту.
1972 захистив докторську дисертацію, з 1982 — член-кореспондент НАНУ.
1980 року з його ініціативи та за активної підтримки академіка НАН України С. Я. Брауде створено відділення радіоастрономії Інституту радіофізики і електроніки АН УРСР.
За його ініціативи 1985 року створено Радіоастрономічний інститут, довгорічним і беззмінним директором якого він був. Основними напрямами досліджень інституту є вивчення геокосмосу та Сонячної системи, радіоастрономія Всесвіту, фізичні принципи побудови радіотелескопів і радіотехнічних систем дистанційного зондування.
У 2011—2014 — Голова наглядової ради Харківського національного університету імені В. Н. Каразіна.
На його честь названий астероїд 18120 Lytvynenko .
Помер 27 лютого 2023 року в Генуі, Італія, перебуваючи у евакуації внаслідок російської агресіі проти України.

## Науковий пошук
Проводив фундаментальні дослідження в області теорії дифракції та поширення радіохвиль, фізики та техніки міліметрових та субміліметрових хвиль, теорії антенних систем, розробки генераторів надвисоких частот, створення радіотехнічних систем, розробки фізичних принципів конструювання і удосконалення радіоастрономічних інструментів та радіоастрономічних досліджень у декаметровому й міліметровому діапазонах радіохвиль.
Створив теорію дифракції і поширення електромагнітних хвиль у складних і багатошарових періодичних структурах, запропонував метод «послідовних уточнень» для вирішення операторних рівнянь, до яких зводяться задачі радіофізики та електроніки.
Розробив концепцію використання оператора відбиття напівнескінченних структур в теорії дифракції хвиль на багатошарових періодичних структурах.
Запропонував і розробив низку принципово нових квазіоптичних елементів і систем міліметрового і субміліметрового діапазонів.
Організував разом з академіком НАНУ В. М. Шульгою перші в Україні радіоастрономічні дослідження у міліметровому діапазоні радіохвиль.

## Науковий доробок
Під його орудою захищено понад 20 докторських і кандидатських дисертацій.
Основні напрямки наукових публікацій:
- теорія дифракції і поширення хвиль
- фізика і техніка надвисоких частот, міліметрових і субміліметрових хвиль
- радіоастрономія міліметрового діапазону

Автор близько 250 наукових праць, з них 6 монографій. Має 12 авторських свідоцтв на винаходи.

### монографії
- «Дифракція хвиль на решітках» (вид. Харківського університету, 1973, у співавторстві)
- «Спектральні оператори розсіювання в задачах дифракції хвиль на плоских екранах» (Київ, «Наукова думка», 1984, у співавторстві)
- «Чисельне дослідження електростатичних полів в періодичних структурах» (Київ, «Наукова думка», 1986, у співавторстві)
- «Місячна Одіссея» (Київ, «Академперіодика», 2007, у співавторстві)
- «Електромагнітні прояви геофізичних ефектів в Антарктиді» (2005) колективна монографія під його редакцією (спільно з чл.-кор. НАНУ Ю. М. Ямпольський)
- «Wave Diffraction by Periodic Multilayer Structures» (UK, Cambridge Scientific Publishers Ltd, 2012 , у співавторстві) ISBN 978-1904868750

## Науково-організаційна діяльність
- Заступник голови Українського комітету Міжнародного Радіосоюза (URSI)
- Старший член міжнародного Інституту інженерів з електротехніки та електроніки (Senior Member IEEE)
- Член Європейського астрономічного товариства (EAS)
- Член Міжнародного астрономічного союзу (IAU)
- Член Комітету з Державних премій України в галузі науки і техніки
- Член бюро Наукової ради з космічних досліджень НАН України
- Член бюро Відділення фізики і астрономії НАН України
- Засновник і головний редактор наукового журналу «Радіофізика і радіоастрономія»
- Член редколегії журналів «Космічна наука і технологія» і «Український антарктичний журнал», міжвідомчого науково-технічного збірника «Радіотехніка»
- Член редакційної ради науково-популярного журналу «Universitates».

## Відзнаки і нагороди
- Золота медаль за відмінне навчання у середній школі (1954 р.)
- Орден «Знак пошани» (1986 р.)
- Лауреат Державної премії УРСР в галузі науки і техніки за теоретичні дослідження і розробку нових радіоелектронних систем (1987 р.)
- Заслужений діяч науки і техніки України (1997 р.)
- Заслужений професор Харківського національного університету імені В. Н. Каразіна (2002 р.)
- Рішенням Міжнародного астрономічного союзу малій планеті Сонячної системи 2000NA25 присвоєно ім'я «18120 Литвиненко» (англ. 18120 Lytvynenko) (2005 р.).
- Лауреат національної програми «Людина року — 2006» у номінації «Вчений року» (2006 р.)
- Лауреат 2007 року премії НАН України імені С. Я. Брауде за цикл робіт «Нові напрями радіоастрономічних досліджень» (у співавторстві)[3].
- Орден «За заслуги» III ступеня (2008 р.)
- Нагорода МОН України «За наукові досягнення» (2008 р.)
- Знак «Почесний працівник космічної Галузі України»
- Почесний доктор (doctor honoris causa) Харківського національного університету імені В. Н. Каразіна (2012 р.)
- Почесний громадянин Харківської області (2013 р.)[4]
- Орден князя Ярослава Мудрого V ст. (18 травня 2016) — за вагомий особистий внесок у розвиток вітчизняної науки, зміцнення науково-технічного потенціалу України, багаторічну сумлінну працю та високий професіоналізм[5]